# Гамов, Пётр Алексеевич
Пётр Алексеевич Гамов (1934 год, село Слоновка — 12 ноября 1998 года, Новотроицк, Оренбургская область) — бригадир слесарей-монтажников строительного управления «Промстрой-2» треста «Новотроицкметаллургстрой» Министерства строительства предприятий тяжёлой индустрии СССР, Оренбургская область. Герой Социалистического Труда (1979).

## Биография
Родился в 1934 году в крестьянской семье в селе Слоновка. Обучался в школе фабрично-заводского обучения № 11 в Новотроицке. Трудился слесарем на Орско-Халиловском металлургическом комбинате. Проходил срочную службу в Советской Армии (1953—1955).
После армии продолжил трудиться слесарем на Орско-Халиловском металлургическом комбинате. В 1960 году назначен бригадиром слесарей-монтажников строительного управления «Промстрой-2» треста «Новотроицкметаллургстрой». Без отрыва от производства получил среднее образование в вечерней школе рабочей молодёжи.
С октября 1976 года бригада занимаясь строительством универсального стана «800» на Орско-Халиловского металлургического комбината, применяла передовые технологические методы, в результате чего производительность труда возросла на 28 %. Указом Президиума Верховного Совета СССР от 7 июня 1979 года «за выдающиеся производственные успехи, достигнутые при сооружении крупного полосового стана „800“ на Орско-Халиловском металлургическом комбинате» удостоен звания Героя Социалистического Труда с вручением Ордена Ленина и золотой медали Серп и Молот.
В фильме «Наш корреспондент» (Ленфильм, 1958 г.) Петр Гамов, как монтажник-высотник, дублировал героя актёра Ролана Быкова.
После выхода на пенсию проживал в Новотроицке Оренбургской области. Скончался в ноябре 1998 года.

## Семья
Сыновья П. А. Гамова:
Александр Петрович Гамов (род. 12 апреля 1954 г.) — российский журналист, политический обозреватель газеты «Комсомольская правда», живёт в Москве,
Сергей Петрович Гамов (род. 13 сентября 1961 г.) — актёр театра и кино, заслуженный артист России, живёт в Санкт-Петербурге, служит в Драматическом театре «На Литейном».
Дочь — Надежда Петровна Хадарцева (род. 18 ноября 1957 г.), медицинский работник, живёт в Новотроицке.
Супруга П. А. Гамова — Тамара Николаевна Гамова, в девичестве Школьникова (14 апреля 1935 — 16 января 1998 г.).В браке прожили 45 лет.

## Награды
- Герой Социалистического Труда
- Орден Ленина — дважды (10.01.1974; 1979)
- Орден Трудового Красного Знамени (05.04.1971)